# Долна Мичина
Долна Мичина (слч. Dolná Mičiná) насељено је мјесто са административним статусом сеоске општине (слч. obec) у округу Банска Бистрица, у Банскобистричком крају, Словачка Република.

## Становништво
| Година:    | 1994. | 2004.    | 2014.   | 2024.    |
| ---------- | ----- | -------- | ------- | -------- |
| Број људи: | 322   | 362      | 392     | 520      |
| Разлика:   |       | +12,42 % | +8,28 % | +32,65 % |

| Година:    | 2023. | 2024.   |
| ---------- | ----- | ------- |
| Број људи: | 516   | 520     |
| Разлика:   |       | +0,77 % |

Према подацима о броју становника из 2011. године насеље је имало 378 становника.